# Assedio della Mirandola di papa Giulio II
L'assedio della Mirandola di papa Giulio II fu un assedio che si svolse dal 19 dicembre 1510 al 20 gennaio 1511 nell'ambito della guerra della Lega di Cambrai e vide contrapposte le forze della Lega Santa comandata da papa Giulio II contro la Signoria della Mirandola, all'epoca tenuta da Francesca Trivulzio (figlia del maresciallo di Francia Gian Giacomo Trivulzio e vedova di Ludovico I Pico, tutrice del figliastro Galeotto II Pico). L'assedio si concluse dopo 32 giorni con l'entrata di papa Giulio II che scavalcò personalmente le mura della città fortificata.
Pur essendo l'azione militare più nota avvenuto nei quattrocento anni di storia dello Stato di Mirandola (rimasto indipendente per 400 anni), da un punto di vista strategico non ebbe grande importanza nell'ambito della guerra della Lega di Cambrai. Ciononostante l'evento ebbe molta rilevanza internazionale in quanto il papa (capo della Cristianità) prese parte personalmente all'operazione militare sul campo, la qual cosa apparve "agli occhi degli uomini molto nuova", secondo quanto riportato da Francesco Guicciardini nella sua Storia d'Italia.
L'assedio è inoltre associato tradizionalmente alla nascita dello zampone, tipico salume della Bassa modenese
.

## Contesto

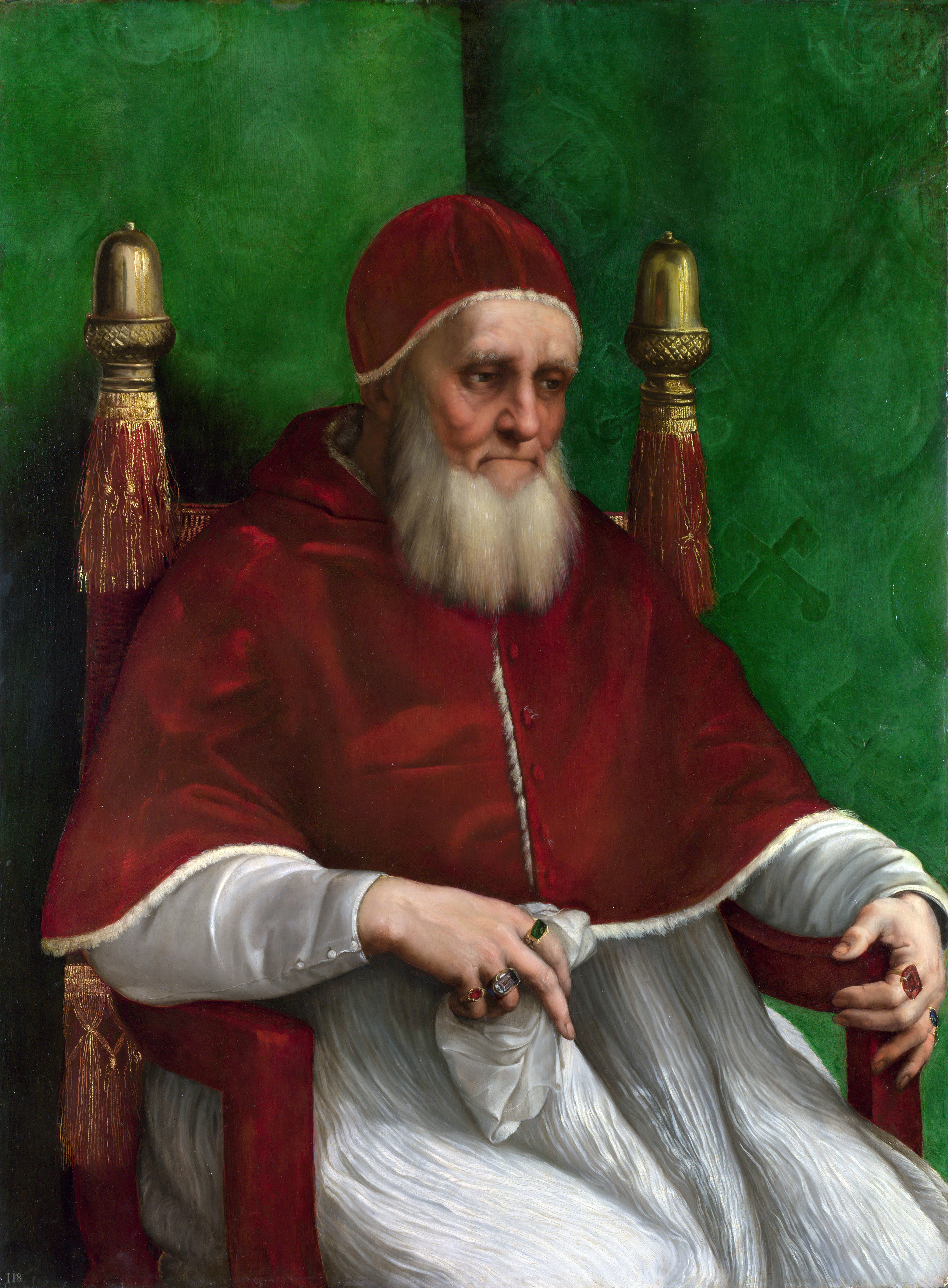
Papa Giulio II ritratto da Raffaello Sanzio nel 1511

Dopo il crollo nel 1510 della Lega di Cambrai (che comprendeva lo Stato Pontificio, la Francia, il Sacro Romano Impero e il Ducato di Ferrara), papa Giulio II decise di ampliare i propri domini sulle terre degli ex alleati, tra cui appunto il Ducato di Ferrara. Con il sostegno dei Veneziani, durante l'estate del 1510 marciò quindi con le sue truppe e il 17 agosto prese la città di Modena. Dopo un paio di settimane, Giulio II arrivò a Bologna per essere più vicino al teatro delle operazioni militari.
Per assediare Ferrara le sole forze dello Stato Pontificio non erano però sufficienti; peraltro, il comandante Francesco Maria I Della Rovere, duca di Urbino, temeva le truppe del generale francese Charles de Chamonix, che nell'ottobre 1510 fece un falso attacco contro Modena per poi dirigersi verso Bologna. Giulio II riuscì a concludere una tregua con i francesi, così che dopo la loro partenza il duca di Urbino decise di lasciare Bologna per prendere le fortezze di Concordia e Mirandola, situate a ovest di Ferrara. Secondo quanto riportato da Marino Sanuto nei propri Diarii, alla partenza della spedizione il pontefice esclamò: «Vederò, si averò sì grossi li coglioni, come ha il re di Franza».

## Antefatti: l'attacco della Concordia
Il 17 dicembre 1510 l'esercito della Repubblica di Venezia, proveniente da Mantova, attaccò inizialmente la fortezza di Concordia sulla Secchia (difesa da soli 80 soldati e un centinaio di abitanti). Dopo 15 ore di bombardamenti, che provocarono 16 morti concordiesi, la cittadella si arrese il giorno successivo.
Successivamente, parte delle truppe veneziane rimase di presidio a Concordia, mentre il resto dell'esercito della Lega Santa si mosse verso est alla volta di Mirandola, dove giunse il 19 dicembre.

## Terreno
L'assedio si svolse tutto intorno a Mirandola, che all'epoca era una piccola città-fortezza rinascimentale e capitale dell'omonimo Stato, posta sulla strada che dalla Germania si dirige al cuore della pianura Padana.
L'inverno del 1510-1511 fu registrato dagli storici come particolarmente freddo: il terreno di battaglia era ricoperto di neve e l'acqua nei canali era ghiacciata. Il trasporto delle truppe e delle artiglierie fu ostacolato dalle intemperie, che bagnarono anche le polveri da sparo.

## Forze in campo

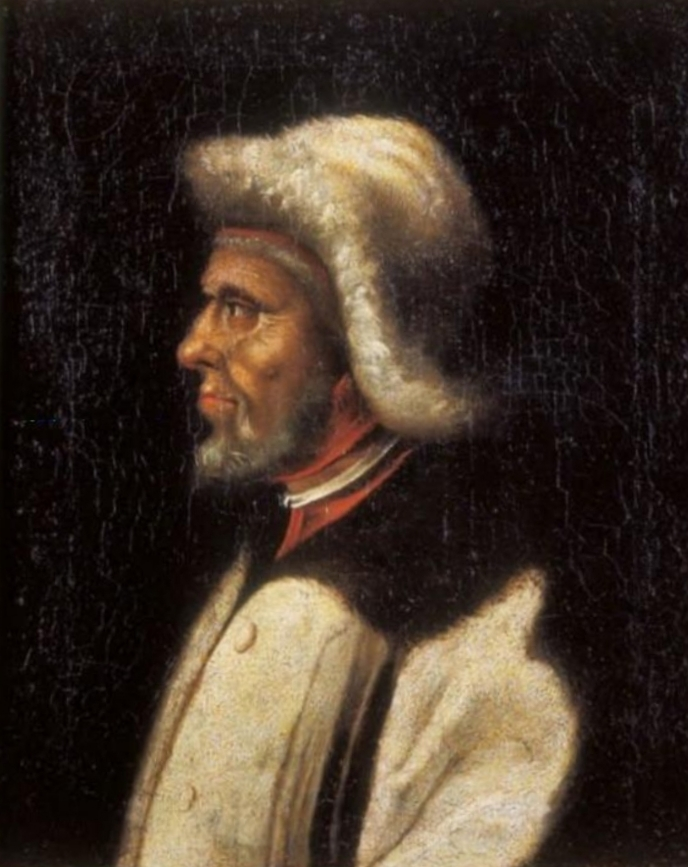
Ritratto di Giulio II in abito da condottiere (Palazzo Chigi, Ariccia)

### Signoria della Mirandola
- 400 fanti, comandati da Alessandro Trivulzio[5]
- 100 soldati estensi provenienti da Ferrara, comandati da Nicolò d'Este e dal capitano Masino dal Forno[6]
- 70 soldati della Mirandola

### Lega Santa
- 2500 fanti
- 400 cavalli
- 100/150 uomini d'arme

## Ordini di battaglia

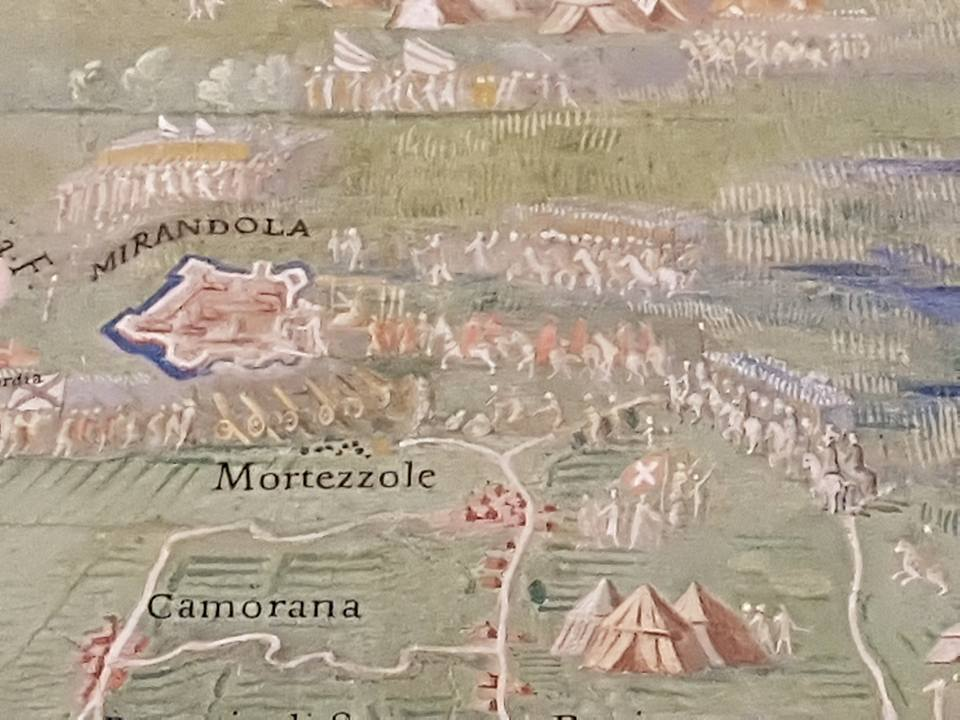
L'assedio di Giulio II affrescato nel 1579 da Ignazio Danti nella Galleria delle carte geografiche (Musei Vaticani, Roma)

Durante l'assedio "la piccol Terra fu d'ogni intorno serrata":
- Nel borgo di Santa Giustina Vigona (a nord di Mirandola e proprio di fronte al castello dei Pico), erano posizionate le truppe pontificie e veneziane (ovvero il maggior numero di soldati), con 8 pezzi d'artiglieria, alla guida di Francesco Maria I Della Rovere[7], poi rimosso;
- Nel borgo meridionale di Sant'Antonio, nei pressi dell'abbazia e dell'ospedale dei frati agostiniani, si piazzarono le forze spagnole guidate da Ramazzotto da Scaricalasino[8];
- La cavalleria e parte delle forze pontificie si accampò ad ovest, nel borgo di San Martino Carano;
- Infine, le restanti truppe guidate da Fabrizio Colonna, Giovan Francesco Pico e Alberto Pio si attestarono a Cividale, a est.

Gli schieramenti sono ben rappresentati in un'incisione di Sebastian Münster nella sua Cosmographia universalis del 1544 e nell'affresco del Ferrariae Ducatus (Ducato di Ferrara) realizzato nel 1579 da Ignazio Danti nella Galleria delle carte geografiche dei Musei Vaticani a Roma.

## Svolgimento dell'assedio

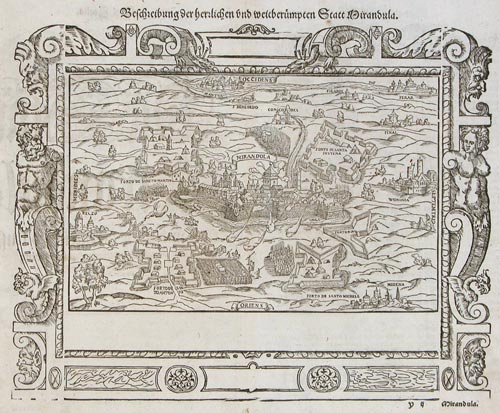
L'assedio della Mirandola (Sebastian Münster, Cosmographia universalis, 1544)

L'assedio al castello dei Pico iniziò il 19 dicembre 1510, ma venne condotto molto lentamente e in maniera indecisa dal nipote del papa, Francesco Maria I Della Rovere, duca di Montefeltro e capitano generale della Chiesa, facendo perdere molto tempo: nei primi 21 giorni di assedio, infatti, il duca di Urbino, che era legato da stretti rapporti di amicizia con l'assediata contessa Francesca Trivulzio, tergiversò a lungo dolosamente, sperando che l'assedio si concludesse per via diplomatica.
La città assediata di Mirandola iniziò a sparare fin dal principio e con successo (all'epoca l'esercito estense era dotato di una delle migliori artiglierie) per ostacolare l'insediamento dell'artiglieria papale, che peraltro era inadeguata: i pochi colpi sparati non giunsero neanche alle mura di cinta mirandolesi.

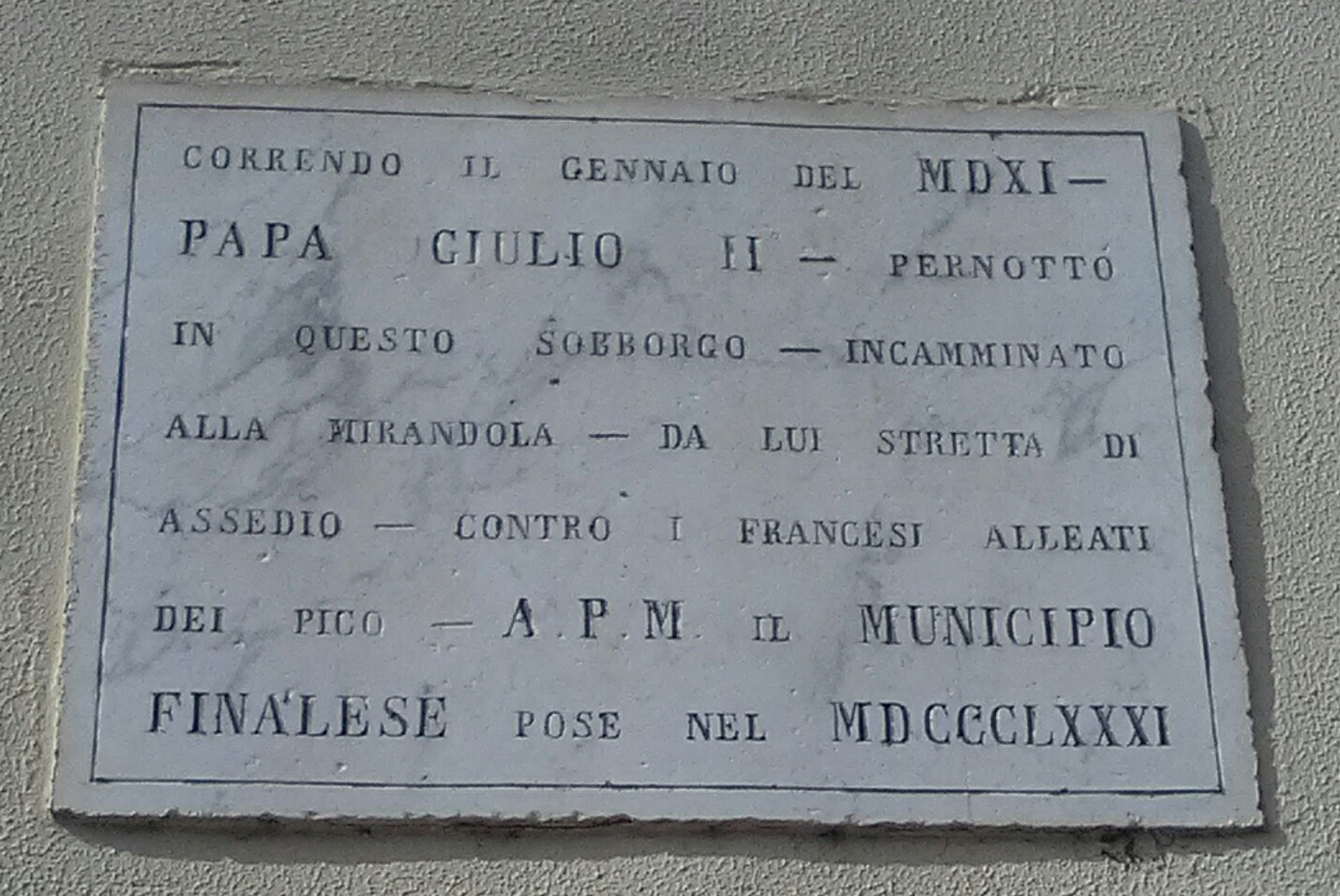
Lapide che ricorda il passaggio a Finale Emilia di Giulio II, diretto verso l'assedio di Mirandola

Il papa, partito da Bologna e passando per Finale Emilia, giunse finalmente al campo di Santa Giustina l'8 gennaio, insieme a quattro cardinali. Dopo aver visitato tutti gli altri campi assedianti e incontrato il giorno 12 a Concordia il provveditore di San Marco, si acquartierò stabilmente a Santa Giustina Vigona solo dal giorno 13 gennaio.
Il giorno 17 un proiettile "grande come una testa d'uomo" sparato da una mezza colubrina da Mirandola colpì la cucina della canonica della chiesa di Santa Giustina, situata a fianco della camera in cui alloggiava il papa, ferendo 4 soldati, di cui uno in maniera molto grave. A guerra finita il proiettile venne donato dal papa come ex voto per essere scampato alla morte al Santuario di Loreto, dove è tutt'oggi appesa all'interno della Santa Casa di Nazareth, sul lato meridionale.

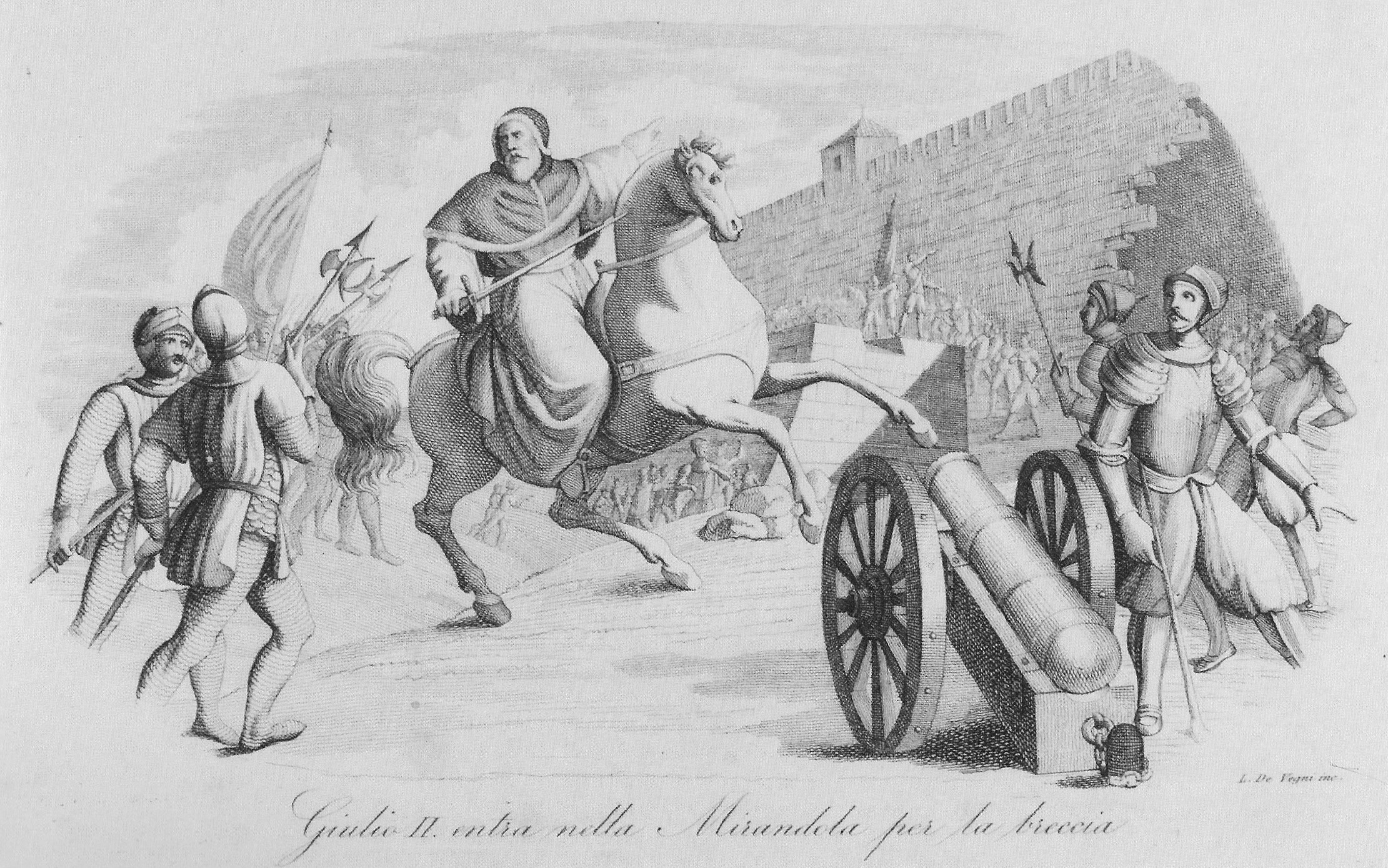
Leonardo de Vegni, Giulio II entra nella Mirandola per la breccia

L'episodio della palla di cannone fu la chiave di volta del conflitto: il papa divenne estremamente adirato contro il nipote duca d'Urbino, che venne rimosso a male parole dal comando delle operazioni militari, e assunse in prima persona il comando, ordinando al provveditore di San Marco (con cui si era già incontrato il giorno 12 a Concordia) di darsi da fare. Appena ricevuto il comando, i veneziani si misero all'opera: scavarono per tutta la notte una trincea fin sotto le mura di Mirandola, dove collocarono i due più grossi dei propri potenti cannoni e la miglior artiglieria papale, e all'alba del 18 gennaio iniziarono a bombardare da breve distanza da nord il castello dei Pico (che però rimase inespugnato); contemporaneamente gli spagnoli attaccarono dal versante meridionale, riuscendo infine a fare una breccia nelle mura della cittadella.

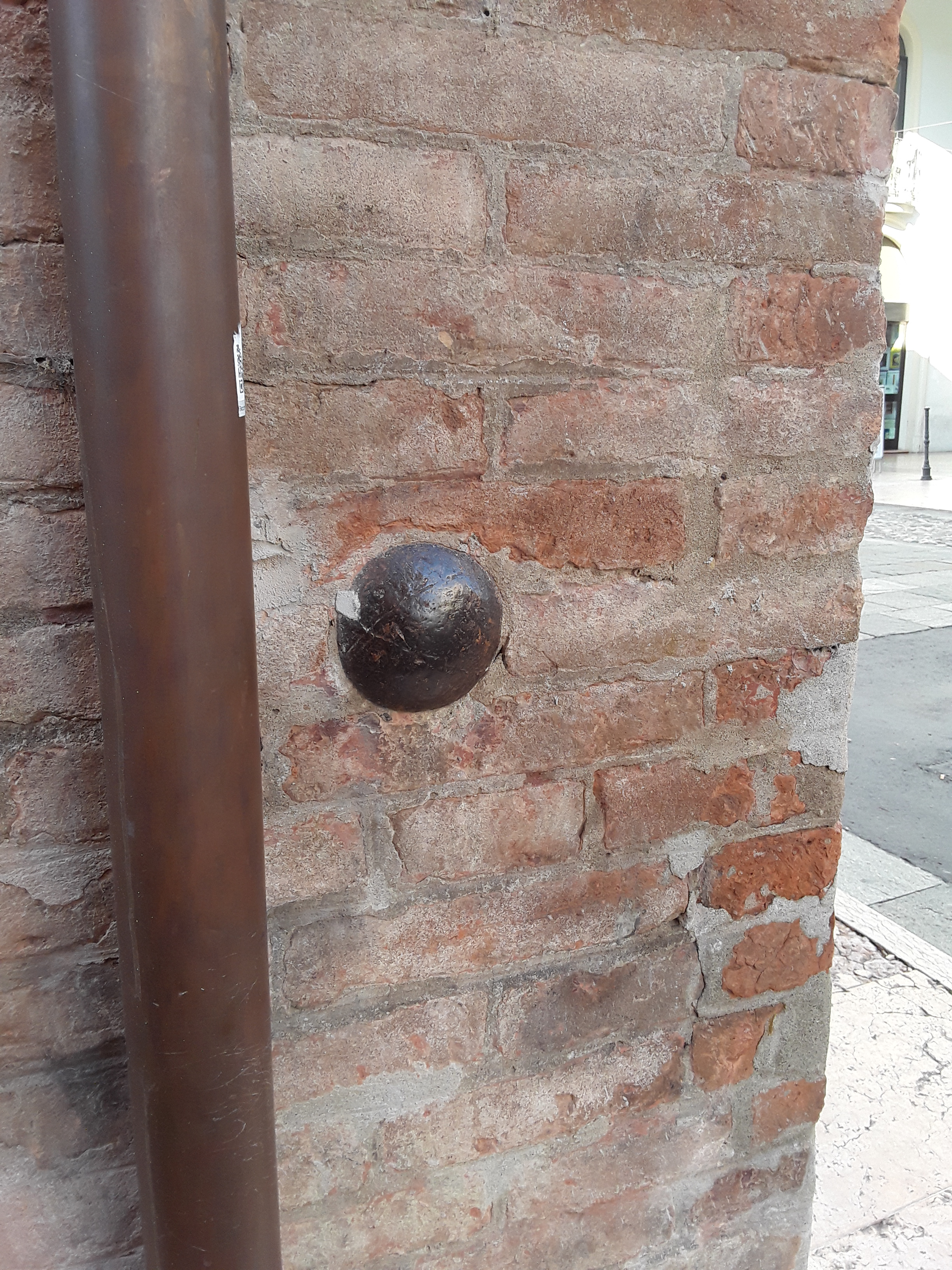
Palla di cannone dell'assedio di Papa Giulio II (via Cesare Battisti all'angolo di via Giovanni Pico)

Dopo un bombardamento ininterrotto durato oltre due giorni e mezzo, il pomeriggio del 20 gennaio alle 18:30 i mirandolesi furono costretti a chiedere la resa, dal momento che i rinforzi promessi da Carlo II d'Amboise non erano ancora arrivati a causa delle pessime condizioni climatiche; allo stesso tempo gli uomini di Gian Giacomo Trivulzio vennero respinti sul Secchia dai veneziani guidati da Troilo Savelli.
La dichiarazione di resa fu portata dal reggente della Mirandola, conte Roberto Boschetti, a cui fu assicurata la salvezza per sé, la cittadinanza e le case, che non sarebbero state saccheggiate dai soldati vincitori. Il papa, a questo punto, era così impaziente di entrare nella città conquistata, che non volle neppure aspettare che venisse liberata la porta d'accesso (ostruita, come in tutti gli assedi, da barricate e terra per evitarne lo sfondamento): decise pertanto di scavalcare personalmente le mura con una lunga scala a pioli appoggiata alla breccia nei pressi di una cannoniera dal lato meridionale della città vicino al bastione di Sant'Antonio, dove c'erano gli spagnoli (dal lato opposto della città rispetto al castello dei Pico).

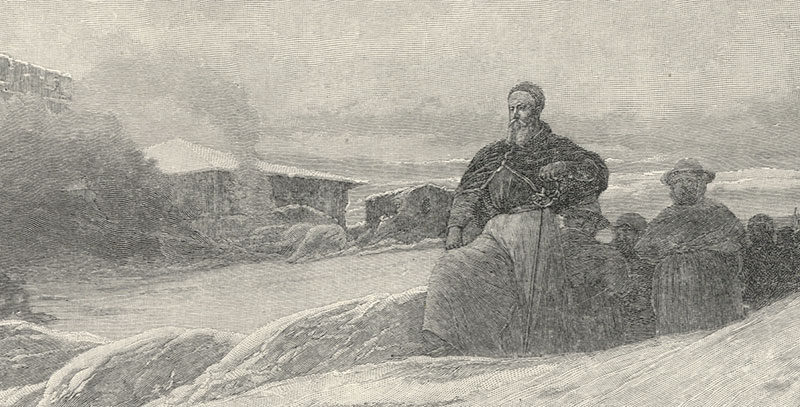
Raffaello Tancredi, Papa Giulio II supera le mura di Mirandola (dettaglio)

Alle 22:00 circa papa Giulio II, con abiti marziali e l'armatura cesellata d'oro, mise finalmente piede dentro Mirandola, insieme al Provveditore di San Marco e ai capitani delle sue truppe e di quelle alleate. Subito avvenne il colloquio con la contessa Francesca Trivulzio: il papa domandò alla nobildonna se dunque fosse lei «la femmina che aveva osato difendere la città contro il papa». La contessa Trivulzio rispose in modo sprezzante che lei aveva di sicuro difeso la città contro il Papa: la fortezza infatti non era stata espugnata, ma si era arresa solo per la mancanza di cibo e munizioni. La contessa aggiunse inoltre che presto sarebbe rientrata comunque in possesso della città, appena fosse arrivato il padre Gian Giacomo Trivulzio con il suo forte esercito (che però era stato sconfitto dai veneziani).
L'immagine della resa e dell'incontro sono raffigurati nel grande dipinto La resa di Mirandola realizzato nel 1890 dal pittore napoletano Raffaello Tancredi ed esposto nella sala Granda del palazzo municipale di Mirandola. Lo stesso pittore realizzò anche altre opere sull'assedio, presentate all'Esposizione italiana (Londra, 1888) e all'Esposizione nazionale di Torino per il 50º anniversario dello Statuto Albertino (1898).
Una delle palle di cannone spagnole si trova ancora visibile conficcata nel muro meridionale di un edificio situato all'angolo tra via Giovanni Pico e via Cesare Battisti.

## Conseguenze

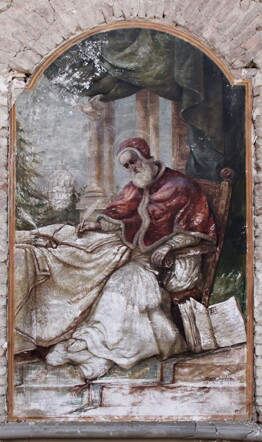
Papa Giulio II scrive le sue memorie dell'assedio (olio su tela, chiesa di San Felice Vescovo Martire a San Felice sul Panaro)

Il 24 gennaio la contessa Francesca Trivulzio uscì da Mirandola, dopo aver sborsato la somma di 6000 scudi d'oro che vennero utilizzati per abbattere il borgo di Santa Giustina e quello di Sant'Antonio (inclusa l'abbazia). Per la restituzione di Mirandola, Giovan Francesco II Pico avrebbe dovuto pagare 20000 ducati allo Stato Pontificio.
Il 31 gennaio papa Giulio II tenne consiglio e circolo presso la chiesa di San Francesco, come ricorda una lapide posta all'interno e una vetrata artistica della chiesa. In tale occasione il papa donò al convento francescano una mitra e l'anello pontificio già appartenuto a papa Sisto IV, suo zio. L'anello è conservato presso il museo della Galleria Estense a Modena.
Il 1º febbraio, dopo aver restituito la città a Giovanni Francesco II Pico della Mirandola, il papa e i soldati veneziani proseguirono alla volta di Ferrara, mentre rimasero a presidio di Mirandola circa 600 soldati spagnoli e 200 pontifici.
Successivamente l'esercito francese si mosse verso Mirandola e Ferrara; per non andare incontro al grande pericolo i Veneziani si ritirarono.
Nel mese di giugno 1511 Gian Giacomo Trivulzio, dopo aver piazzato l'artiglieria, entrò a Mirandola senza combattere e riconsegnò la città alla figlia Francesca Trivulzio, tutrice del giovane Galeotto II Pico. Giovan Francesco Pico, che pure aveva approntato una difesa di 200 fanti e 200 cavalli, dovette lasciare la città.

## La nascita dello zampone
La tradizione culinaria modenese colloca l'invenzione dello zampone, tipico salume della zona, proprio durante questo assedio: gli abitanti di Mirandola furono costretti ad insaccare le carni suine utilizzando un involucro scavato in una zampa di maiale (che invece è di solito uno scarto di lavorazione) al fine di conservare le carni più a lungo, ed evitando così di cederle al nemico.

## Altri assedi
La città-fortezza di Mirandola subì numerosi assedi, tra cui quello del 1502, nel giugno 1511 e quello del 1551, anche quest'ultimo ad opera dell'esercito pontificio sotto il regno di papa Giulio III.
L'assedio del 1704-1705 durante la guerra di successione spagnola decretò la fine del Ducato della Mirandola dopo 400 anni di autonomia, mentre nell'assedio del 1735 la città dovette arrendersi alle truppe spagnole nell'ambito della guerra di successione polacca.
Nell'assedio del 1742 Mirandola venne attaccata dall'esercito piemontese del Regno di Sardegna guidato da Carlo Emanuele III di Savoia insieme al generale austriaco alleato, conte Otto Ferdinand von Traun. Curiosamente, anche questo assedio ha uno stretto legame con la tradizione culinaria mirandolese: in quest'occasione infatti vennero inventati i tipici maccheroni al pettine.